# An Bình (Phú Giáo)
An Bình is een xã in huyện Phú Giáo, een district in de Vietnamese provincie Bình Dương.
An Bình ligt ten noorden van Phước Vĩnh, de hoofdplaats van het district. In het noorden grenst het aan Tân Lập, een xã in de provincie Bình Phước.